# Мир Реки
«Мир Реки» (англ. Riverworld) — научно-фантастическая пенталогия писателя Филипа Хосе Фармера (Philip José Farmer).

## Описание
В книгах серии действие происходит в будущем на планете Мир Реки, расположенной на неопределённом расстоянии от Солнечной системы и похожей на Землю. Поверхность планеты была терраформирована и состоит исключительно из одной длинной долины реки. Исток реки — маленькое северное полярное море, от которого она протекает меридианальными зигзагами по одному из полушарий, делает круг вокруг южного полюса и затем так же зигзагообразно устремляется опять к северному полюсу, пока снова не впадает в полярное море. Река имеет среднюю ширину 1,5 мили и глубину около 1000 футов — мелкая около берега, но резко углубляется к середине. Берега реки плавные и пологие, расширяющиеся в широкие равнины с обеих сторон, затем они возвышаются во всё более ступенчатые холмы перед скачком в абсолютно неприступный горный хребет, более высокий чем Гималаи. Долина реки в среднем 9 миль в ширину, включая сужения и редкие расширения в озёра с островами. Длина реки от истока до устья 20 миллионов миль.
Погода планеты абсолютно адекватна и управляема; нет времён года, и ежедневные изменения погоды регулярны. Единственными животными являются земляные черви и рыбы. Растительность буйная и очень разнообразная, включает в себя деревья, цветущие лианы, несколько видов быстрорастущего бамбука и упругий ковёр из травы, которая покрывает равнины и простирается вдоль русла реки глубоко под воду. У Мира Реки нет луны, но есть большое число звёздных объектов в небе, включая газовые туманности и звёзды, которые достаточно близки, чтобы иметь видимый диск. Эти объекты обеспечивают достаточно света, чтобы видеть ночью, и привели обитателей к предположению, что Мир Реки расположен в галактическом ядре.
История Мира Реки начинается, когда почти всё человечество, со времён первого человека разумного до начала XXI века, одновременно воскресло вдоль берегов реки. Первоначально год ограничения был дан как 1983 (когда романы были первый раз изданы), но он был несколько отдалён в поздних публикациях. Предлогом для ограничения было уничтожение большей части человеческого рода во время катастрофического первого контакта с инопланетянами, посетившими Землю. Число воскрешённых людей дано как «тридцать шесть миллиардов, шесть миллионов, девять тысяч, шестьсот тридцать семь» (36 006 009 637). По крайней мере 20 % из них жили в XX веке. Это связано с бо́льшим количеством населения в более поздних веках по сравнению с более ранними. Были воскрешены все за исключением детей, умерших до пятилетнего возраста, умственно отсталых людей и душевнобольных.
В каждой области речной долины первоначально вместе воскресли три группы людей: бо́льшая группа из одного периода времени и места, меньшая группа и другого времени и места и очень маленькая группа людей из случайных времён и мест (большинство людей XX и XXI века распределено по реке как часть этой последней группы).
Люди получили гарантию возрождения после смерти, им обеспечивается регулярное питание и прочее обеспечение, однако у людей нет оружия и других достижений прогресса. При этом цели всеобщего воскрешения неизвестны, и часть людей хотят узнать правду о мире, в котором оказались. Однако, скоро практически повсеместно начинаются локальные войны с традиционными мотивами. Целью создателей, как выясняется в конце концов небольшой группой, было духовное самосовершенствование человечества, а Мир Реки — аналогом Чистилища, «промежуточной станцией» на этом пути.

## Книги серии
- «Восстаньте из праха» («В свои разрушенные тела вернитесь») (To Your Scattered Bodies Go, 1971)
- «Сказочный корабль» (The Fabulous Riverboat, 1971)
- «Тёмный замысел» (The Dark Design, 1977)
- «Магический лабиринт» (Magic Labyrinth, 1980)
- «Боги Мира Реки» (Gods of Riverworld, 1983)
- «Река Вечности» (River of Eternity, 1983)
- Межавторский сборник «Легенды Мира Реки» (Tales of Riverworld, 1992), составленный Ф. Фармером, куда вошли произведения:
  - «Через тёмную реку» (Crossing the Dark River)
  - «Дыра в аду» (A Hole in Hell) // Автор: Филип Фармер под псевдонимом Дэйн Хелстром
  - «Благословенная земля» (Graceland) // Автор: Аллен Стил
  - «Всяк человек Бог» (Every Man a God) // Авторы: Майк Резник, Барри Молзберг
  - «Забавы Мира Реки» (Blandings on Riverworld) // Автор: Филлип Дженнингс
  - «Два вора» (Two Thieves) // Автор: Гарри Тертлдав
  - «Рай для дураков» (Fool’s Paradise) // Автор: Эд Горман
  - «Весёлые молодцы Мира Реки» (The Merry Men of Riverworld) // Автор: Джон Грегори Бетанкур
  - «Незаконченное дело» (Unfinished Business) // Автор: Роберт Вейнберг
- Межавторский сборник «Приключения Мира Реки» (Quest to Riverworld, 1993)
  - «Забавы Мира Реки» (Blandings on Riverworld) // Автор: Филлип Дженнингс
  - «Вверх по Светлой Реке» (Up the Bright River)
  - «Коль не по нраву пьеса королю» (If the King Like Not the Comedy) // Автор: Джоди Линн Най
  - «Так уж мы устроены» (Because It’s There) // Автор: Джерри Олшен
  - «Край чудес» (A Place of Miracles) // Автор: Оул Гоинбэк
  - «Представления Дягилева» (Diaghilev Plays Riverworld) // Автор: Роберт Шекли
  - «Тайные преступления» (Secret Crimes) // Автор: Роберт Сэмпсон
  - «Медаль героя» (Hero’s Coin) // Автор: Брэд Стрикланд
  - «Дух человека, дух жука» (Human Spirit, Beetle Spirit) // Автор: Джон Грегори Бетанкур
  - «Не вернуть» (Nevermore) // Авторы: Дэвид Бишофф, Дин Уэсли Смит
  - «Старые солдаты» (Old Soldiers) // Автор: Лоуренс Уотт-Эванс
  - «Легенды» (Legends) // Автор: Эстер Фриснер
  - «Стивен обретает отвагу» (Stephen Comes into Courage) // Автор: Рик Уилбер
  - «Рулетка в Мире Реки» (Riverworld Roulette) // Автор: Роберт Вейнберг
  - «Кода» (Coda)

## Герои серии
Для части героев Мира Реки существовали реальные исторические прототипы, остальные герои были вымышлены.
Герои с реальными прототипами:
- Бёртон, Ричард Фрэнсис (в русском переводе книги — также Бартон, Ричард Фрэнсис) — главный герой книги. Является реальным человеком, жившим в 1821—1890 годах. Англичанин. Знаменитый исследователь, первооткрыватель озера Танганьика; первый европеец, который вошёл в запретный эфиопский город Харар и при этом остался живым; прекрасный лингвист, антрополог, переводчик, поэт, писатель и один из величайших фехтовальщиков своего времени. Выдав себя за мусульманина, он посетил Мекку, а затем написал лучшую из книг, посвящённых этому священному городу. Его перу принадлежит наиболее известный перевод «Тысячи и одной ночи», ссылки и примечания которого раскрывают многие эзотерические тайны африканской и азиатской жизни[1].
- Алиса Плэзанс Лидделл Харгривз (1852—1934), англичанка; дочь Генри Джорджа Лидделла, вице-канцлера Оксфордского университета. В десятилетнем возрасте мисс Лидделл вдохновила Льюиса Кэрролла написать «Алису в Стране чудес» и стала прообразом главной героини.
- Аменхотеп IV (Эхнатон) (1364—1347 до н. э. или 1351—1334 до н. э.), десятый фараон XVIII династии египетских фараонов, выдающийся политик, знаменитый религиозный реформатор, во время правления которого произошли значительные изменения в египетской жизни — в политике и в религии.
- Афра Бен (1640—1689), англичанка; во времена Карла II выполняла в Нидерландах тайные шпионские поручения; позже стала скандальной писательницей романов, поэм, и пьес; первая женщина в Англии, зарабатывавшая на жизнь исключительно своими произведениями.
- Джон Джонсон[2] (он же — «Пожиратель печени» Джонсон, он же — «Убийца Кроу» Джонсон) (1824—1900), фермер, моряк, погонщик, разведчик, охотник, разведчик и т. д., послуживший прототипом для героя Роберта Рэдфорда Джеремайи Джонсона в одноимённом фильме.
- Герман Геринг (1893—1946), политический, государственный и военный деятель нацистской Германии, рейхсминистр авиации, рейхсмаршал.
- Джек Лондон (1876—1916), американский писатель, наиболее известный как автор приключенческих рассказов и романов.
- Жан Батист Антуан Марселен, барон де Марбо (1782—1854), француз; небольшого роста, но очень сильный и подвижный человек. Сражаясь под началом Наполеона, он получил множество боевых ранений и показал себя отчаянным храбрецом. Его «Воспоминания жизни и походов» настолько очаровали Артура Конан Дойла, что, основываясь на подвигах де Марбо, тот написал несколько рассказов о бравом бригадире Жераре.
- Джон (Иоанн) Безземельный (1167—1216), король Англии (с 1199) и герцог Аквитании из династии Плантагенетов. Брат Ричарда Львиное Сердце.
- Лотар фон Рихтгофен (1894—1922), младший брат Манфреда фон Рихтгофена (1892—1918), знаменитого аса Первой мировой войны по прозвищу «Красный Барон», тоже лётчик-истребитель.
- Питер Джейрус Фрайгейт (1918—1983), американский писатель-фантаст. Считается, что этому вымышленному персонажу Фармер подарил многие черты своего характера и часть своей биографии.
- Сирано де Бержерак (1619—1655), французский драматург, поэт и писатель, предшественник научной фантастики.
- Сэмюэл Лэнгхорн Клеменс (1835—1910), выдающийся американский писатель, сатирик, журналист и лектор. Писал под псевдонимом Марк Твен.
- Нурэддин эль-Музафир (1164—1258), родился в мавританской Испании; умер в Багдаде. Неортодоксальный мусульманин; суфий, последователь мистической и тем не менее довольно реалистичной дисциплины, которой придерживался Омар Хайям.
- Тай-Пен (Ли Бо) (710—762), родился в тюркско-китайской семье, далеко от родины предков; умер в Китае, заслужив славу одного из величайших поэтов; считался пьяницей и мастером боя на мечах, неутомимым любовником и бродягой.
- Том Микс, известный актёр, снимался в вестернах в 1920-х и 1930-х годах.
- Том Мильен Терпин (1871—1922), чёрный американец; родился в Саванне, штат Джорджия; умер в Сент-Луисе. Считался очень талантливым пианистом. В 1897 году его «Гарлемский рэгтайм» стал первой изданной пьесой, написанной чёрным композитором. В своё время Терпин был негласным хозяином самого опасного района Сент-Луиса, который славился борделями, подпольными барами и притонами.
- Эрик Кровавый Топор, сын Харальда Хорфагера, объединившего Норвегию, предводитель викингов и капитан корабля «Дрейрагр», на котором они с Сэмюэлем Клеменсом и Джо Миллером путешествовали по Реке в поисках металла. Был обладателем стального топора, изготовленного из небольшого метеорита.

Вымышленные и легендарные герои:
- Джо Миллер, гигантопитек (гигантопитеки в этих романах — разумные существа) ростом десять футов (около 3 м), весил восемьсот фунтов (около 360 кг) и был силён, как десять гомо сапиенс, вместе взятых. Но его гигантизм имел и свои минусы. Прежде всего — плоскостопие. Сэмюэл Клеменс часто называл Джо Великим Плосконогим, и с полным основанием. Ноги Джо не выносили долгой ходьбы, и даже во время отдыха боль не проходила.
- Одиссей (Улисс) - в древнегреческой мифологии царь Итаки, прославившийся как участник Троянской войны, один из ключевых персонажей «Илиады», главный герой поэмы «Одиссея». В романах (как потом выясняется) на самом деле по этим именем скрывался этик Лога.
- Гвиневра, девочка из кельтского племени, умершая в детстве. Совпадение имён с женой короля Артура является случайным.
- Казз (Каззинтуйтруаабама, Человек-который-убил-длиннозубого), неандерталец, спутник и друг Бёртона.
- Умслопогаас, прототип известного героя-зулуса из романа Райдера Хаггарда.

## Краткое содержание книг

### Книга первая «Восстаньте из праха» («В свои разрушенные тела вернитесь»)
В первой книге описываются в основном устройство Мира Реки и попытки Бёртона удрать от этиков (создателей Мира Реки), которые обнаружили, что его воскресил в предварительной камере некий их коллега-предатель (Таинственный Незнакомец). Бёртон во время бегства и поиска башни этиков на северном полюсе планеты у истока Реки совершает 777 самоубийств, но, в конце концов, попадается этикам в руки. Его допрашивает Совет Двенадцати, один из членов которого — отступник. Этики рассказывают о некоторых подробностях своего эксперимента над людьми, будучи уверенными, что память Бёртона после допроса будет стёрта. Однако на самом деле Бёртон возвращается в долину с нетронутой памятью с помощью Таинственного Незнакомца.

### Книга вторая «Сказочный корабль»
В этой книге американский писатель Сэмюэль Клеменс (реальный писатель, известный под псевдонимом Марк Твен) мечтает о постройке большого колесного речного парохода, чтобы проплыть по реке до её истока, а затем пробраться в Туманную башню. Но он довольно долго не может осуществить свою мечту, поскольку планета бедна железом и другими металлами. Таинственный Незнакомец отклоняет большой железно-никелевый метеорит с его естественного пути, чтобы тот упал в долине, и таким образом снабжает Клеменса металлом. После постройки пароход у писателя крадёт его партнер, король Иоанн Безземельный, брат Ричарда Львиное Сердце. Сэм клянётся, что построит новое судно, поймает Иоанна и отомстит.

### Книга третья «Тёмные замыслы»
Клеменс, преодолевая многочисленные трудности, заканчивает строительство второго парохода, который тоже пытаются украсть. После его отплытия другая группа людей строит дирижабль и улетает на нём к башне. Но в башню проходит только один член команды — и не возвращается оттуда. Экипаж разоблачает агента Икса, затесавшегося в команду, но тому удаётся ускользнуть, а дирижабль гибнет от взрыва бомбы, подложенной агентом Икса.

### Книга четвёртая «Магический лабиринт»
В этой книге встречаются два тяжеловооружённых речных парохода. В результате сражения оба они тонут, а капитаны их погибают почти со всей командой. Среди уцелевших — Бёртон и ещё несколько человек, завербованных Иксом. Они поднимаются вверх по реке в маленькой лодочке, потом карабкаются по скалистой горной гряде, опоясывающей северное море. Бёртон уверен, что Икс тоже среди них. И когда путники проникают в башню через вход, тайно подготовленный Иксом, Бёртон наконец-то устанавливает личность Таинственного незнакомца.
А между тем из-за долгого отсутствия жителей — этиков и их агентов (убитых Иксом) — механизмы башни остались без присмотра и нуждаются в настройке. Но поскольку настраивать их некому, клапан, регулирующий поступление морской воды, заклинивает, и протеиновый мозг компьютера оказывается под угрозой. Если клапан срочно не починить, то компьютер сломается, и весь проект будет обречён, а все телесные матрицы погибнут. 

В числе отряда смельчаков находится также Герман Геринг, бывший нацист и рейхсмаршал Третьего рейха. Он раскаялся в своих земных злодеяниях и обратился к вере Второго шанса. Геринг жертвует своей жизнью, пытаясь добраться до клапана и починить его, однако терпит неудачу. Кажется, ничто уже не спасет компьютер от гибели — а вместе с ним погибнут все надежды на бессмертие тридцати пяти миллиардов человек. 

Но Алиса Лидделл Харгривз, проявив недюжинную изобретательность, придумывает способ, как преодолеть самоубийственное подчинение компьютера определённым запретам, и спасает проект.
Таким образом обитатели долины получают дополнительное время, которое позволит им, как уверяет этик-отступник Лога, достигнуть нравственного уровня, необходимого для «продвижения». В остальном же проект будет возобновлён в своем первоначальном виде. Однако этики — коллеги Логи и их агенты воскрешены не будут, поскольку они помешают выполнению его планов.

### Книга пятая «Боги Мира Реки»
В начале этой книги Лога вызывает всех на связь ранним утром, и только начинает утренний разговор, вдруг слышит в коридоре шаги. Встав, он кричит в сторону коридора на языке этиков «Кто там?», и его тело вдруг становится жидким и стекает на пол. Герои перепуганы, но в то же время понимают, что теперь башня принадлежит лишь им одним. Они стараются узнать, кто же убил Логу. Компьютер был заблокирован и не хотел отвечать на вопросы, но список доступных им команд он все же выдал. На следующее утро всей группе начинают прямо на стенах показывать их жизнь — начиная с рождения. В это время один из команды — китаец Ли По — захотел себе женщину и с помощью преобразователя стал воскрешать себе женщин. Через некоторое время та, кто предположительно убила Логу, была случайно обнаружена и убита. В то же время воскрешённых становится всё больше, они уже не умещаются в 8 мирах (ярусах башни). Хозяев миров выкидывают на улицу, происходит череда ужасных убийств. Большинство миров затоплены алкоголем, в одном из миров произошло «Восстание андроидов», в результате чего выживают лишь 6 человек, из которых четверо тех, кто пришёл в башню вначале, и двое новеньких. Этих двоих запирают в комнатах, и замечают, что одна из них исчезла. В дальнейшем её заманивают в хитроумную ловушку, оглушают и вводят в анабиоз. Тут они замечают, что все ватаны (синтетические души) исчезли из хранилища, и записи всех тел стёрты из компьютера. Вновь появляется Лога и говорит, что они молодцы и что они прошли испытания, и что «продвижения» на самом деле нет, просто лучших из людей отберут и отправят на Землю, где те будут жить вечно, но без детей и цивилизации. Тут группа замечает, что он не в себе. Его быстро вырубают, вводят в анабиоз и с помощью андроида, сделанного точной копией Логи, получают полный контроль над проектом и компьютером. Бартон (Бёртон) предлагает им взять один из космолетов и просто улететь на пустую планету и жить там до прилёта этиков. Все поддерживают эту идею.

## Экранизации
- Боги речного мира (фильм, 2003)
- Боги речного мира (фильм, 2010)

## Компьютерные и видеоигры
- В 1998 г. компания Cryo Interactive Entertainment выпустила компьютерную игру «Philip Jose Farmer’s Riverworld» по мотивам серии «Мир реки». Жанр игры определить трудно, это и стратегия, и экшн, и РПГ одновременно. Главный герой игры Ричард Бартон (Бёртон). Игра прошла незамеченной широкой аудиторией.